# Porc laineux
Le porc laineux (connu comme mangalitsa, mangalitza du turc mangal : « à griller », en orthographe allemande, slave occidentale ou hongroise mangalica et roumaine mangalița) est une race ou un type de porc domestique caractérisé par sa robustesse, sa fourrure laineuse et épaisse, son groin court, sa viande et son lard réputés pour leur qualité. Le porc laineux résiste aux très basses températures, s’élève en plein air, supporte mal l’enfermement (il devient agressif ou développe des pathologies) et a besoin d’une étendue de terre suffisante pour affouiller le sol de son groin y compris par temps de gel. Sa croissance est plutôt lente : son élevage est marginal par rapport à celui du grand porc blanc qui ne met que cinq mois à atteindre la masse d’un porc laineux de deux ans et qui est beaucoup plus prolifique (en moyenne, le mangalitsa n’a que trois portées et huit porcelets en deux ans),.

## Aire de répartition
Mentionné dans l’ancien empire austro-hongrois vers 1830, le porc laineux mangalitsa est issu de croisements des races résistantes au froid et productrices de lard d’Europe centrale, plus précisément des monts Bakony, de Salonta et de la Šumadija, avec des sangliers. Introduit en Europe occidentale et en Russie, il est aujourd’hui présent de Plouezoc'h en Bretagne jusqu’en Sibérie. Il est élevé pour sa viande, son lard et comme animal de compagnie (cas d’un tiers des porcs laineux de Suisse) ainsi que pour l’entretien d’espaces naturels forestiers
On trouve de petits effectifs de porcs laineux en Allemagne, en Suisse, en Autriche, en Belgique, en Hongrie, en Tchéquie, en Slovaquie, en Croatie, en Serbie, en Roumanie et en Russie. La fourrure (« laine de porc ») va du gris sombre (surtout dorsalement) au blanc jaunâtre (surtout ventralement) et passant par le blond et le roux. En Suisse, la variété de porcs laineux à ventre clair fait l’objet d’une surveillance de la part de Pro Specie Rara.

### Sources
1. ↑  H. H. Sambraus, article : « Mangalitsa, Porc à laine », p. 294 du Guide des animaux d'élevage, ed. Eugen Ulmer, Paris 1994
2. ↑  Henri Pelletier, « Poils au dos !, Cochons et cochonnailles : la quête du saint gras », L’Alpe n° 42, Automne 2008, p. 20-25.
3. ↑  Wilhelm Kohl & Peter Toth, (en) The Mangalitsa Pig: Royalty is Coming to America, Hungary Books publ., États-Unis 2014,  (ISBN 978-6155417047).
4. ↑  Sophie Guillerm, « À Plouezoc’h, les cochons laineux Mangalitza grandissent en plein air » dans Le Télégramme du 8 août 2022 - .
5. ↑  Renaud Machart, « Documentaire Super cochon sur Arte : tout sur les gorettes truffières, les pécaris et autres phacochères de savane » dans Le Monde du 27 mai 2021 - .
6. ↑  Henri Pelletier, « Poils au dos ! », Cochons et cochonnailles : la quête du saint gras, L’Alpe no 42, Automne 2008, p 20
7. ↑  « Porc laineux », sur ProSpecieRara (consulté le 30 janvier 2024)

- Article : « porc Laineux », C. Meyer (dir.), Dictionnaire des Sciences Animales, Ed. CIRAD, Montpellier 2013 - .